# Kynousa
Kynousa, auch Kinousa, (griechisch Κινουσα) ist eine Gemeinde im Bezirk Paphos in der Republik Zypern. Bei der Volkszählung im Jahr 2021 hatte sie 77 Einwohner.

## Lage und Umgebung

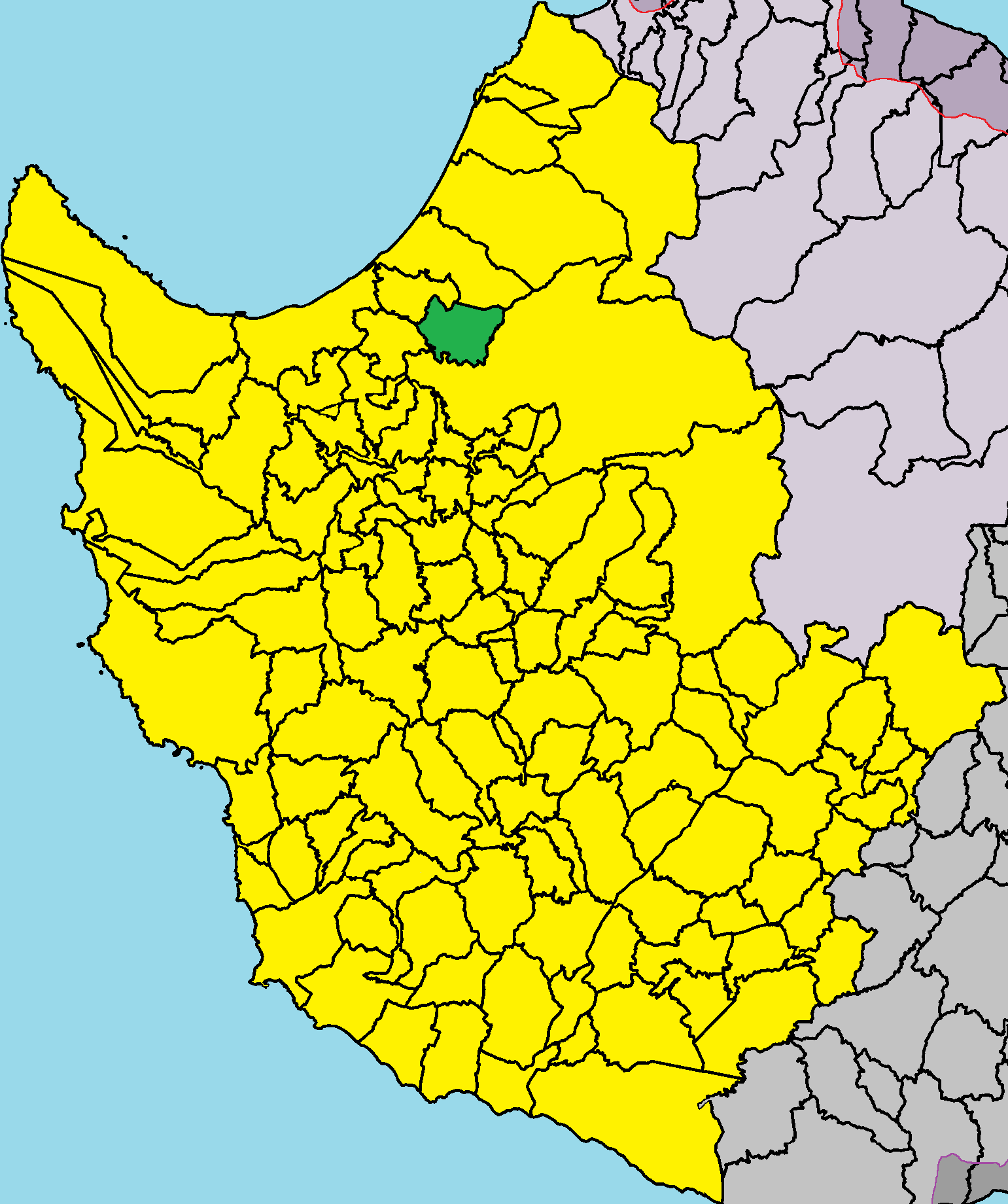
Lage im Bezirk Paphos

Kynousa liegt im Nordwesten der Mittelmeerinsel Zypern auf einer Höhe von etwa 440 Metern, etwa 50 Kilometer nordöstlich von Paphos. Das 8,30041 Quadratkilometer große Dorf grenzt im Westen und Norden an Makounda, im Norden an Argaka, im Osten und Süden an Lysos und im Westen an Pelathousa. Das Dorf kann über die Straße F737, einen Abzweig der E704, erreicht werden.

## Bevölkerungsentwicklung
Die folgende Tabelle zeigt die Bevölkerung des Dorfes, wie sie in den in Zypern durchgeführten Volkszählungen erfasst wurde.
| Jahr      | 1881 | 1891 | 1901 | 1911 | 1921 | 1931 | 1946 | 1960 | 1976 | 1982 | 1992 | 2001 | 2011 | 2021 |
| Einwohner | 68   | 80   | 84   | 105  | 127  | 156  | 193  | 215  | 170  | 110  | 76   | 72   | 71   | 77   |

## Kultur und Sehenswürdigkeiten
- Die Minen Ankol Tsiarls (griechisch Άνκολ Τσιάρλς) und Kynousa (griechisch Κυνούσας) befinden sich im Süden des Dorfes und sind stillgelegt. Dort wurden	Kupfer, Gold und Pyrit gefördert.[23]
- Der Kynousa-See (griechisch Λίμνη Κυνούσας) befindet sich im Südosten des Dorfes und ist durch die Mineralien der Region rot gefärbt.[24]
- Die Kirche Panagia (griechisch Παναγία „die Allheilige“, „die Ganzheilige“) ist eine griechisch-orthodoxe Kirche die der Jungfrau Maria gewidmet ist.[5]